# Tsutsui Sadatsugu
Tsutsui Sadatsugu (筒井 定次?; 6 giugno 1562 – 2 aprile 1615) è stato un daimyō giapponese del periodo Sengoku appartenente al clan Tsutsui. Fu cugino e figlio adottivo di Tsutsui Junkei.

## Biografia
Sadatsugu fu adottato nel 1571 dallo zio Junkei. Alla morte di quest'ultimo ricevette il castello di Ueno (Iga),e un feudo del valore di 120.000 koku.
Nel 1585, si unì a Hori Hidemasa nella sua lotta contro i bonzi di Negoro-dera (Kii) uccidendoli e bruciando i loro templi. Nel 1600 si schierò con Tokugawa Ieyasu e fu attivo contro Uesugi Kagekatsu nel nord del Giappone, ritornando in tempo per assistere i Tokugawa nella battaglia di Sekigahara. Accusato dai suoi servitori di cattiva gestione del feudo fu esiliato dallo shogunato Tokugawa nella provincia di Iyo nel 1608 e il clan Tsutsui sciolto. 
Durante la campagna invernale di Osaka fu scoperto a cospirare con i Toyotomi e costretto a commettere seppuku.
Sadatsugu fu un cristiano battezzato nel 1592. 